# Urim
Urim (en hebreo: אוּרִים‎, en árabe: أوريم‎) es un kibutz en el suroeste de Israel, en la zona noroeste del desierto del Néguev. Localizada cerca de la Franja de Gaza, a 30 km de Beerseba, es dependiente del Concejo Regional Eshkol. En 2021 tenía una población de 504 habitantes.
Fue fundado en 1948, en terrenos que habían pertenecido al pueblo palestino de Al-Imara, el cual quedó despoblado como consecuencia de la guerra árabe-israelí de 1948, estableciéndose Urim a 1 km al sur del emplazamiento original del pueblo.
La comunidad fue fundada en Ra'anana en 1945 por inmigrantes búlgaros de los grupos Gordonia y Maccabi Youth, pero la mayor parte del asentamiento posterior procedió de norteamericanos de Habonim Dror. El kibutz propiamente dicho se asentó el 6 de octubre de 1946, en víspera del Yom Kipur de dicho año, como uno de los 11 puntos en el Néguev.
El kibutz cuenta con una planta industrial llamada Noam Orim, que anteriormente producía relleno para mantas, abrigos y productos textiles. En noviembre de 1987 la fábrica se incendió por completo. Tras su restauración, se centró en la producción de tejidos no tejidos. En 2005, el 51% de la propiedad fue adquirida por Shlag Shamir. En la actualidad, sus telas se comercializan en Israel y se exportan al extranjero.
Cuentan así mismo con una asociación de cultivos extensivos, Gdash Ora, que procesa alrededor de 30 000 dunams. Los principales cultivos son patatas y trigo y existen otros campos de labranza en los que se cosechan zanahorias, cebolla o cacachuete. También hay una pequeña fábrica para crear envases llamada Sonral Urim.